# Нидерморшвир
Нидерморшвир (фр. Niedermorschwihr) — коммуна на северо-востоке Франции в регионе Гранд-Эст (бывший Эльзас — Шампань — Арденны — Лотарингия), департамент Верхний Рейн, округ Кольмар — Рибовилле, кантон Вендзенем. До марта 2015 года коммуна административно входила в состав упразднённого кантона Кайзерсберг (округ Рибовилле).

## История
Впервые Нидерморшвир упоминается в папской булле 1148 года под названием Morswilre. В XVI веке был переименован, чтобы отличать его от Оберморшвира.

## Географическое положение
Коммуна расположена приблизительно в 380 км к востоку от Парижа, в 65 км юго-западнее Страсбурга, в 7 км к западу от Кольмара. Код INSEE коммуны 68237.
Площадь коммуны — 3,35 км², население — 577 человек (2006) с тенденцией к снижению: 541 человек (2012), плотность населения — 161,5 чел/км².

## Население
Численность населения коммуны в 2011 году составляла 540 человек, а в 2012 году — 541 человек.
| 1962 | 1968 | 1975 | 1982 | 1990 | 1999 | 2004 | 2006 | 2008 | 2011 | 2012 |
| ---- | ---- | ---- | ---- | ---- | ---- | ---- | ---- | ---- | ---- | ---- |
| 653  | 554  | 553  | 620  | 609  | 585  | 568  | 577  | 563  | 540  | 541  |

Динамика населения:

## Экономика
В 2007 году среди 379 человек в трудоспособном возрасте (15-64 лет) 281 были экономически активными, 98 — неактивными (показатель активности — 74,1 %, в 1999 году было 71,5 %). Из 281 активных работали 261 человек (131 мужчина и 130 женщин), безработных было 20 (12 мужчин и 8 женщин). Среди 98 неактивных 37 человек были учениками или студентами, 42 — пенсионерами, 19 были неактивными по другим причинам.
В 2010 году из 365 человек трудоспособного возраста (от 15 до 64 лет) 271 были экономически активными, 94 — неактивными (показатель активности 74,2 %, в 1999 году — 71,5 %). Из 271 активных трудоспособных жителей работал 251 человек (126 мужчин и 125 женщин), 20 числились безработными (12 мужчин и 8 женщин). Среди 94 трудоспособных неактивных граждан 35 были учениками либо студентами, 40 — пенсионерами, а ещё 19 — были неактивны в силу других причин.
На протяжении 2011 года в коммуне числилось 240 облагаемых налогом домохозяйств, в которых проживал 531 человек. При этом медиана доходов составила 26262 евро на одного налогоплательщика.

## Достопримечательности (фотогалерея)
- Церковь Сен-Галь. Колокольня имеет восьмиугольный витой шпиль, покрытый черепицей. Исторический памятник с 1993 года[13]
- Многие дома имеют фахверковую конструкцию

- Вид на Нидерморшвир
- Нидерморшвир
- Церковь Сен-Галь
- Модель шпиля церкви